# Барановка (Данковский район)
Бара́новка — деревня Баловнёвского сельсовета Данковского района Липецкой области.

## История
Возникла видимо, в середине 1620-х гг., упоминается в писцовых книгах 1628 г. как «починок Баранов».

### Название
Название — сохранилось имя лица Баранова, с которым связывалось основание деревни.

## Население
По данным всероссийской переписи за 2010 год население села составляет 43 человека.